# Gouvernement Lambán II
 Aragon
Lambán I Azcón
Le gouvernement Lambán II est le gouvernement de l'Aragon entre le 6 août 2019 et le 11 août 2023, durant la Xe législature des Cortes d'Aragon. Il est présidé par Javier Lambán.

## Historique
Dirigé par le président sortant Javier Lambán, ce gouvernement est constitué d'une coalition allant de la gauche au centre droit entre le Parti des socialistes d'Aragon-PSOE (PSOE-Aragón), le Parti aragonais (PAR), Podemos et la Chunta Aragonesista (CHA). Ensemble, ils disposent de 52,2 % des sièges des Cortes d'Aragon.
Il est formé à la suite des élections aragonaises du 26 mai 2019 qui voient la montée du PSOE et de Ciudadanos, le recul de Podemos et du Parti populaire et l'irruption du parti d'extrême-droite Vox au parlement régional.
Après des déclarations polémiques, la conseillère à la Santé Pilar Ventura démissionne le 12 mai 2020. Elle est remplacée deux jours plus tard par Sira Repollés,.

## Composition
| Fonction                                                                                                | Titulaire | Titulaire                                     | Parti   |
| --- | --------- | --------------------------------------------- | ------- |
| Président                                                                                               |           | Francisco Javier Lambán Montañés              | PSOE    |
| Vice-président Conseiller à l'Industrie, à la Compétitivité et au Développement entrepreneurial         |           | Arturo Aliaga López                           | PAR     |
| Conseillère à la Présidence et aux Relations institutionnelles Porte-parole, secrétaire du gouvernement |           | María Teresa Pérez Esteban                    | PSOE    |
| Conseillère à la Science, à l'Enseignement supérieur et à la Société de la Recherche                    |           | María Eugenia Díaz Calvo                      | Podemos |
| Conseiller à l'Aménagement du territoire, à la Mobilité et au Logement                                  |           | José Luis Soro Domingo                        | CHA     |
| Conseillère à l'Économie, à la Planification et à l'Emploi                                              |           | Marta Gastón Menal                            | PSOE    |
| Conseiller aux Finances et à l'Administration publique                                                  |           | Carlos Pérez Anadón (jusqu'au 23/06/2023)     | PSOE    |
| Conseiller à l'Éducation, à la Culture et au Sport                                                      |           | Felipe Faci Lázaro                            | PSOE    |
| Conseillère à la Citoyenneté et aux Droits sociaux                                                      |           | María Victoria Broto Cosculluela              | PSOE    |
| Conseiller à l'Agriculture, à l'Élevage et à l'Environnement                                            |           | Joaquín Olona Blasco                          | PSOE    |
| Conseillère à la Santé                                                                                  |           | Pilar Ventura Contreras (jusqu'au 14/05/2020) | PSOE    |
| Conseillère à la Santé                                                                                  |           | Sira Repollés Lasheras                        | Sans    |